# Gyrocarpus americanus
Espèce
Synonymes
- Gyrocarpus acuminatus Meisn.
- Gyrocarpus asiaticus Willd.
- Gyrocarpus jacquinii Gaertn. nom. illeg.
- Gyrocarpus jacquinii Roxb. nom. illeg.
- Gyrocarpus lobatus Blanco
- Gyrocarpus rugosus R.Br.
- Gyrocarpus sphenopterus R.Br.

Gyrocarpus americanus est une espèce de plantes à fleurs de la famille des Hernandiaceae. C'est un arbre ayant une répartition pantropicale.
Elle fut à l'origine (1829) l'espèce type des Gyrocarpaceae.

## Description
Gyrocarpus americanus est un arbre fin, à feuillage caduque avec une écorce grise et lisse. Il peut atteindre 12 m de hauteur.

## Galerie

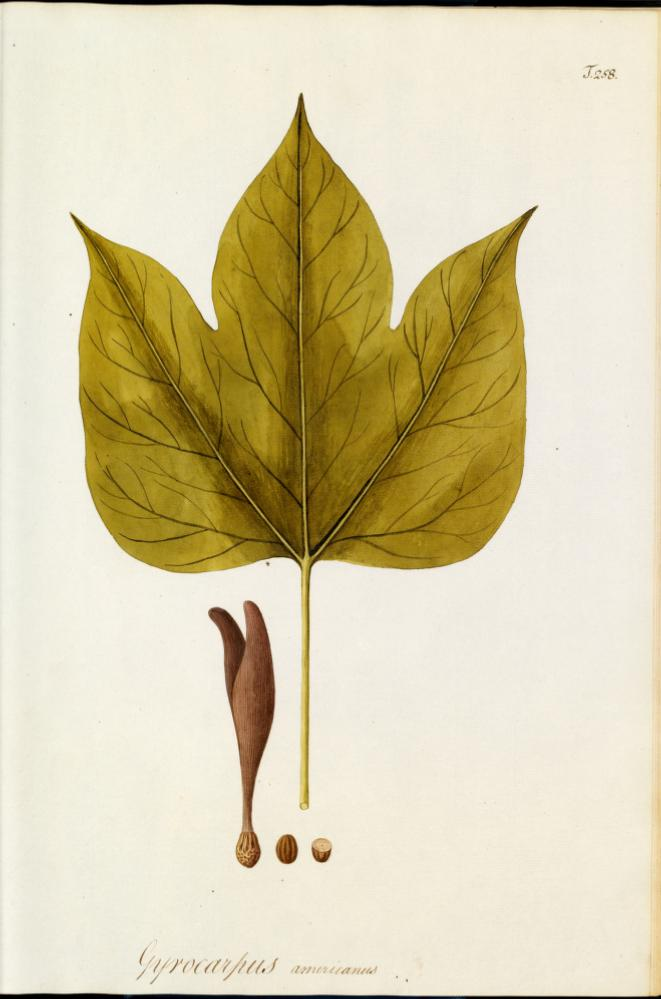
Illustration de 1780-1781 par Nikolaus Joseph von Jacquin (1727-1817).
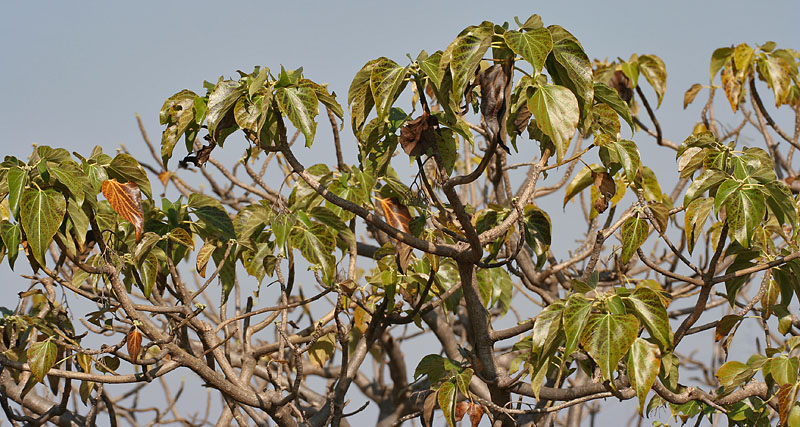
Détails des branches supérieures.
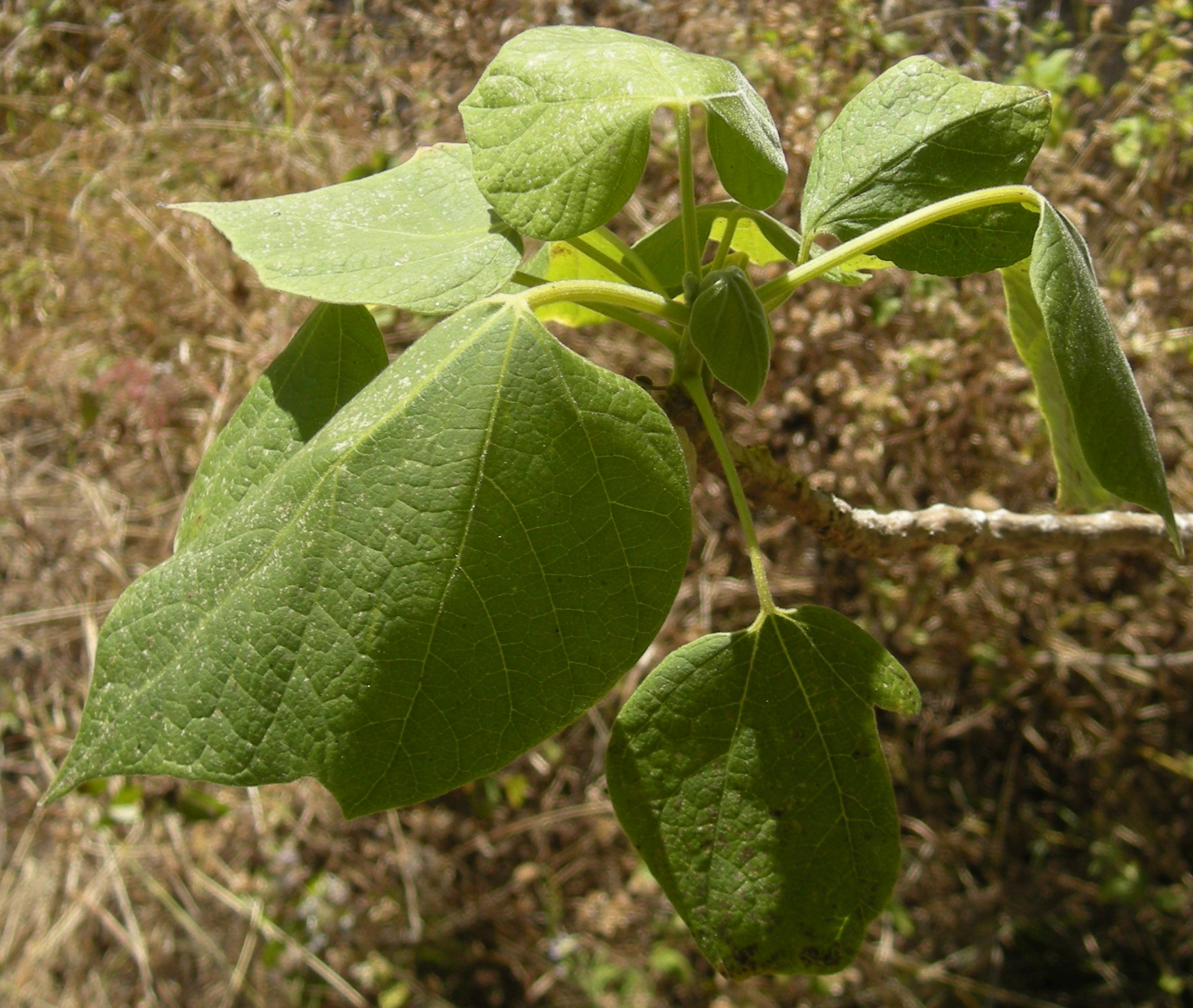
Détail du feuillage.

## Liste des sous-espèces et variétés
Selon Catalogue of Life (3 août 2014) :
- sous-espèce Gyrocarpus americanus subsp. africanus
- sous-espèce Gyrocarpus americanus subsp. americanus
- sous-espèce Gyrocarpus americanus subsp. pinnatilobus
- sous-espèce Gyrocarpus americanus subsp. sphenopterus

Selon NCBI (3 août 2014) :
- sous-espèce Gyrocarpus americanus subsp. africanus
- sous-espèce Gyrocarpus americanus subsp. americanus
- sous-espèce Gyrocarpus americanus subsp. glaber

Selon The Plant List (3 août 2014) :
- sous-espèce Gyrocarpus americanus subsp. sphenopterus (R.Br.) Kubitzki

Selon Tropicos (3 août 2014) (Attention liste brute contenant possiblement des synonymes) :
- sous-espèce Gyrocarpus americanus subsp. africanus Kubitzki
- sous-espèce Gyrocarpus americanus subsp. americanus
- sous-espèce Gyrocarpus americanus subsp. capuronianus Kubitzki
- sous-espèce Gyrocarpus americanus subsp. glaber Kubitzki
- sous-espèce Gyrocarpus americanus subsp. pachyphyllus Kubitzki
- sous-espèce Gyrocarpus americanus subsp. pinnatilobus Kubitzki
- sous-espèce Gyrocarpus americanus subsp. sphenopterus (R. Br.) Kubitzki
- sous-espèce Gyrocarpus americanus subsp. tomentosus Kubitzki
- variété Gyrocarpus americanus var. americanus
- variété Gyrocarpus americanus var. gaertneri Schltdl.
- variété Gyrocarpus americanus var. humboldtii Schltdl.
- variété Gyrocarpus americanus var. jacquinii Schltdl.
- variété Gyrocarpus americanus var. pavonii Meisn.
- variété Gyrocarpus americanus var. schiedei Schltdl.